# Marion Parsonnet
Marion Parsonnet (* 21. Februar 1905 in Newark, New Jersey; † 7. Dezember 1960 in Los Angeles, Kalifornien) war ein US-amerikanischer Drehbuchautor und Fernsehproduzent.

## Leben
Marion Parsonnet besuchte die Newark Academy und studierte anschließend an der Harvard University. 1937 wurde er von MGM als Drehbuchautor unter Vertrag genommen. Ab 1941 arbeitete er für verschiedene Filmstudios, darunter Warner Brothers, Columbia Pictures und RKO Pictures. Bei Columbia war er mit seiner Mitarbeit an den Drehbüchern für die Filme Es tanzt die Göttin (1944) und Gilda (1946) maßgeblich am Aufstieg von Rita Hayworth zum Superstar der 1940er beteiligt. Beide Filme, ersterer ein Filmmusical, letzterer ein Film noir, waren überaus erfolgreich an den Kinokassen und gelten als Klassiker des US-amerikanischen Films.
In den 1950er Jahren gründete Parsonnet ein eigenes Produktionsstudio auf Long Island, New York, und betätigte sich eine Zeit lang als Fernsehproduzent, ehe er ab 1958 erneut Drehbücher schrieb, nunmehr für Fernsehserien wie Maverick (1959) und Bonanza (1961). Parsonnet starb 1960 im Alter von 55 Jahren und wurde auf dem Oheb Shalom Cemetery in Hillside, New Jersey, beigesetzt.

## Filmografie (Auswahl)
- 1937: The Thirteenth Chair – Regie: George B. Seitz
- 1937: Der Arzt und die Frauen (Between Two Women) – Regie: George B. Seitz
- 1937: Live, Love and Learn – Regie: George Fitzmaurice
- 1937: Beg, Borrow or Steal – Regie: Wilhelm Thiele
- 1938: Love Is a Headache – Regie: Richard Thorpe
- 1939: Miracles for Sale – Regie: Tod Browning
- 1939: These Glamour Girls – Regie: S. Sylvan Simon
- 1940: The Golden Fleecing – Regie: Leslie Fenton
- 1940: Gallant Sons – Regie: George B. Seitz
- 1941: Blonde Inspiration – Regie: Busby Berkeley
- 1941: Washington Melodrama – Regie: S. Sylvan Simon
- 1941: Dangerously They Live – Regie: Robert Florey
- 1944: Es tanzt die Göttin (Cover Girl) – Regie: Charles Vidor
- 1944: Ich werde dich wiedersehen (I’ll Be Seeing You) – Regie: William Dieterle
- 1945: Gefährliche Partnerschaft (Dangerous Partners) – Regie: Edward L. Cahn
- 1946: Gilda – Regie: Charles Vidor
- 1951: My Forbidden Past – Regie: Robert Stevenson
- 1958: Der Mann ohne Colt (Man Without a Gun) (TV-Serie, eine Folge)
- 1959: Maverick (TV-Serie, eine Folge)
- 1961: Bonanza (TV-Serie, eine Folge)